# Vòng loại Giải vô địch bóng đá nữ thế giới 2015 (Bảng 6 UEFA)
Bảng 6 vòng loại Giải vô địch bóng đá nữ thế giới 2015 khu vực châu Âu trong bảy bảng đấu do UEFA tổ chức để chọn ra đại diện tham dự Giải vô địch bóng đá nữ thế giới 2015. Bảng đấu bao gồm Belarus, Anh, Montenegro, Thổ Nhĩ Kỳ, Ukraina và Wales.
Đội đầu bảng sẽ vào thẳng World Cup. Trong số bảy đội nhì bảng, bốn đội có thành tích tốt nhất (trước các đội thứ nhất, thứ ba, thứ tư và thứ năm trong bảng) sẽ tiếp tục thi đấu các trận play-off.
Anh lần thứ ba liên tiếp vượt qua vòng loại World Cup vào ngày 21 tháng 8 năm 2014 sau thắng lợi 4–0 trước Wales.

## Bảng xếp hạng
| VT | Đội        | ST | T  | H | B  | BT | BB | HS  | Đ  | Giành quyền tham dự |      |     |     |     |     |     |     |
| -- | ---------- | -- | -- | - | -- | -- | -- | --- | -- | ------------------- | ---- | --- | --- | --- | --- | --- | --- |
| 1  | Anh        | 10 | 10 | 0 | 0  | 52 | 1  | +51 | 30 | World Cup           |      | —   | 4–0 | 2–0 | 8–0 | 6–0 | 9–0 |
| 2  | Ukraina    | 10 | 7  | 1 | 2  | 34 | 9  | +25 | 22 | Play-off            |      | 1–2 | —   | 1–0 | 8–0 | 8–0 | 7–0 |
| 3  | Wales      | 10 | 6  | 1 | 3  | 18 | 9  | +9  | 19 |                     |      | 0–4 | 1–1 | —   | 1–0 | 1–0 | 4–0 |
| 4  | Thổ Nhĩ Kỳ | 10 | 4  | 0 | 6  | 12 | 31 | −19 | 12 |                     | 0–4  | 0–1 | 1–5 | —   | 3–0 | 3–1 |     |
| 5  | Belarus    | 10 | 2  | 0 | 8  | 12 | 31 | −19 | 6  |                     | 0–3  | 1–3 | 0–3 | 1–2 | —   | 3–1 |     |
| 6  | Montenegro | 10 | 0  | 0 | 10 | 6  | 53 | −47 | 0  |                     | 0–10 | 1–4 | 0–3 | 2–3 | 1–7 | —   |     |

## Các kết quả
Giờ địa phương là CEST (UTC+02:00) vào mùa hè và CET (UTC+01:00) vào mùa đông.
| Anh                                                     | 6–0      | Belarus |
| ------------------------------------------------------- | -------- | ------- |
| Carney 3', 26', 40' · White 13' · Dowie 60' · Aluko 62' | Chi tiết |         |

| Wales    | 1–0      | Belarus |
| -------- | -------- | ------- |
| Ward 81' | Chi tiết |         |

| Anh                                                              | 8–0      | Thổ Nhĩ Kỳ |
| ---------------------------------------------------------------- | -------- | ---------- |
| Duggan 1', 2', 37' · White 30', 39' · Aluko 33', 49' · Dowie 75' | Chi tiết |            |

| Belarus                                           | 3–1      | Montenegro   |
| ------------------------------------------------- | -------- | ------------ |
| Pilipenko 2' · Kharlanova 45+1' · Avkhimovich 84' | Chi tiết | Vukčević 69' |

| Anh                    | 2–0      | Wales |
| ---------------------- | -------- | ----- |
| Nobbs 48' · Duggan 57' | Chi tiết |       |

| Montenegro     | 1–4      | Ukraina                                                  |
| -------------- | -------- | -------------------------------------------------------- |
| Krivokapić 89' | Chi tiết | Dyatel 31' · Aloshycheva 43' · Romanenko 68' · Pekur 82' |

| Thổ Nhĩ Kỳ | 0–4      | Anh                                                       |
| ---------- | -------- | --------------------------------------------------------- |
|            | Chi tiết | Aluko 10' · Williams 17' (ph.đ.) · Duggan 48' · Nobbs 60' |

| Montenegro | 0–3      | Wales                                   |
| ---------- | -------- | --------------------------------------- |
|            | Chi tiết | Keryakoplis 31' · Ward 70' (ph.đ.), 79' |

| Thổ Nhĩ Kỳ                       | 3–1      | Montenegro     |
| -------------------------------- | -------- | -------------- |
| Çınar 11' · Uraz 68' · Topçu 75' | Chi tiết | Vukčević 90+3' |

| Thổ Nhĩ Kỳ | 0–1      | Ukraina       |
| ---------- | -------- | ------------- |
|            | Chi tiết | Romanenko 39' |

| Thổ Nhĩ Kỳ    | 1–5      | Wales                                                       |
| ------------- | -------- | ----------------------------------------------------------- |
| Karabulut 90' | Chi tiết | Fishlock 3', 25', 37' · Wiltshire 32' (ph.đ.) · Harding 67' |

| Anh                                                                                                  | 9–0      | Montenegro |
| --- | -------- | ---------- |
| Duggan 2', 13', 71' · Aluko 37' · J. Scott 40' · Carney 49' · Sanderson 55' · Stokes 69' · Dowie 84' | Chi tiết |            |

| Wales       | 1–1      | Ukraina      |
| ----------- | -------- | ------------ |
| Harding 78' | Chi tiết | Boychenko 7' |

| Montenegro     | 1–7      | Belarus                                                                |
| -------------- | -------- | ---------------------------------------------------------------------- |
| Krivokapić 24' | Chi tiết | Pilipenko 37', 64' · Borisenko 52' · Miroshnichenko 71', 82', 87', 89' |

| Belarus       | 1–2      | Thổ Nhĩ Kỳ            |
| ------------- | -------- | --------------------- |
| Kozyupa 90+4' | Chi tiết | Uraz 73' · Kara 90+5' |

| Wales                                  | 4–0      | Montenegro |
| -------------------------------------- | -------- | ---------- |
| Wiltshire 12' · Fishlock 14', 23', 50' | Chi tiết |            |

| Anh                             | 4–0      | Ukraina |
| ------------------------------- | -------- | ------- |
| Dowie 41', 53' · Aluko 49', 63' | Chi tiết |         |

| Wales         | 1–0      | Thổ Nhĩ Kỳ |
| ------------- | -------- | ---------- |
| Wiltshire 33' | Chi tiết |            |

| Belarus | 0–3      | Anh                                     |
| ------- | -------- | --------------------------------------- |
|         | Chi tiết | Aluko 31' · Houghton 36' · Bronze 90+5' |

| Ukraina                                                                                                | 7–0      | Montenegro |
| --- | -------- | ---------- |
| Dyatel 31', 50' · Yakovishyn 33' · Apanaschenko 58' · Boychenko 61' · Mrkić 76' (l.n.) · Romanenko 79' | Chi tiết |            |

| Montenegro         | 2–3      | Thổ Nhĩ Kỳ                        |
| ------------------ | -------- | --------------------------------- |
| Bulatović 23', 49' | Chi tiết | Duman 45+2' · Uraz 58' · Kara 80' |

| Ukraina       | 1–2      | Anh                    |
| ------------- | -------- | ---------------------- |
| Ovdiychuk 63' | Chi tiết | Stoney 11' · Aluko 14' |

| Belarus | 0–3      | Wales                   |
| ------- | -------- | ----------------------- |
|         | Chi tiết | Harding 79', 85', 90+4' |

| Ukraina | 8–0      | Belarus |
| --- | -------- | ------- |
| Pekur 27', 82' · Apanaschenko 34' (ph.đ.) · Ovdiychuk 38' · Yakovishyn 58', 67' · Romanenko 61' · Dyatel 64' | Chi tiết |         |

Trận đấu đáng ra được tổ chức vào ngày 5 tháng 4 năm 2014 nhưng phải lùi lịch do tình hình chính trị bất ổn.
| Belarus       | 1–3      | Ukraina                                          |
| ------------- | -------- | ------------------------------------------------ |
| Pilipenko 61' | Chi tiết | Yakovishyn 10' · Apanaschenko 87' · Dyatel 90+3' |

| Wales | 0–4      | Anh                                                  |
| ----- | -------- | ---------------------------------------------------- |
|       | Chi tiết | Carney 16' · Aluko 39' · Bassett 44' · Sanderson 45' |

| Ukraina                                                                         | 8–0      | Thổ Nhĩ Kỳ |
| ------------------------------------------------------------------------------- | -------- | ---------- |
| Romanenko 33' · Boychenko 44', 45', 53' · Yakovishyn 67', 69', 77' · Dyatel 80' | Chi tiết |            |

| Thổ Nhĩ Kỳ               | 3–0      | Belarus |
| ------------------------ | -------- | ------- |
| Kara 40' · Uraz 60', 69' | Chi tiết |         |

| Ukraina       | 1–0      | Wales |
| ------------- | -------- | ----- |
| Romanenko 61' | Chi tiết |       |

| Montenegro | 0–10     | Anh                                                                                                  |
| ---------- | -------- | --- |
|            | Chi tiết | Aluko 8', 31', 64' · Carney 22', 51' · Bronze 27' · Duggan 56', 90+4' · Greenwood 90' · Potter 90+3' |

## Cầu thủ ghi bàn
13 bàn
- Eniola Aluko

10 bàn
- Toni Duggan

7 bàn
- Karen Carney
- Oksana Yakovyshyn

6 bàn
- Olha Boychenko
- Vira Dyatel
- Tetyana Romanenko
- Jess Fishlock

5 bàn
- Natasha Dowie
- Yağmur Uraz
- Natasha Harding

4 bàn
- Liana Mirashnichenka
- Hanna Pilipenka

3 bàn
- Ellen White
- Fatma Kara
- Daryna Apanaschenko
- Lyudmyla Pekur
- Helen Ward
- Sarah Wiltshire

2 bàn
- Lucy Bronze
- Jordan Nobbs
- Lianne Sanderson
- Sladjana Bulatović
- Ivana Krivokapić
- Marija Vukčević
- Olha Ovdiychuk

1 bàn
- Laura Bassett
- Alex Greenwood
- Steph Houghton
- Josanne Potter
- Jill Scott
- Casey Stoney
- Demi Stokes
- Fara Williams
- Ekaterina Avkhimovich
- Julia Borisenko
- Anastasiya Kharlanova
- Anna Kozyupa
- Sevgi Çınar
- Sibel Duman
- Arzu Karabulut
- Ebru Topçu
- Valeria Aleshicheva
- Daryna Apanaschenko
- Hannah Keryakoplis

1 bàn phản lưới
- Jovana Mrkić (trận gặp Ukraina)